# Henk ten Cate
Hendrik Willem ten Cate (Ámsterdam, Países Bajos, 9 de diciembre de 1954), conocido como Henk ten Cate, es un exfutbolista y entrenador neerlandés.
En la temporada 2005-06, fue asistente de Frank Rijkaard en el Barcelona cuando el equipo ganó la UEFA Champions League y La Liga. Luego se desempeñó como técnico del Ajax hasta octubre de 2007 y ganó tres trofeos para el club holandés.
Ten Cate se unió al Chelsea el 11 de octubre de 2007 como segundo entrenador, pero renunció después de la derrota de la final de la UEFA Champions League el 29 de mayo de 2008, solo cinco días después de la partida del entrenador Avram Grant.

## Carrera como jugador
Ten Cate comenzó su carrera futbolística en el equipo amateur FC Rheden antes de firmar su primer contrato profesional en Go Ahead Eagles. Hizo su debut en la Eredivisie en la temporada 1979-80 y obtuvo 27 apariciones a lo largo de la temporada en las que anotó cuatro goles. Estas actuaciones le valieron una transferencia al Edmonton Drillers de la NASL en Canadá.
Después de la temporada norteamericana, regresó al Go Ahead Eagles y continuó su campaña en la Eredivisie. Sin embargo, se volvió inseguro de su posición y fue cedido al Telstar de la Eerste Divisie, donde fue uno de sus jugadores clave. Después de la temporada en Telstar, regresó a Deventer y se convirtió en un habitual del primer equipo de Go Ahead Eagles nuevamente durante tres temporadas más. En 1985 se cambió al Heracles donde finalizó su carrera profesional como jugador.

## Carrera como entrenador

### Inicios
Después de su carrera como jugador, Ten Cate se convirtió en asistente del entrenador de Fritz Korbach en Go Ahead Eagles, en la Eerste Divisie. Cuando Korbach se mudó al SC Heerenveen en febrero de 1990, Ten Cate asumió el cargo de entrenador. Se las arregló para ganar el título, lo que le valió al equipo un lugar en los play-offs de promoción al final de la temporada. En estos play-offs, empataron con el Heerenveen de Korbach, que ascenderían a la Eredivisie por diferencia de goles.
Ten Cate dejó Go Ahead Eagles y regresó a uno de los otros equipos en los que estuvo activo durante su carrera como jugador, Heracles, donde se convirtió en asistente del entrenador Henk van Brussel. Cuando Van Brussel no pudo terminar la temporada debido a problemas de salud en noviembre de 1990, Ten Cate se convirtió en el entrenador del primer equipo y dirigió al club hasta 1992, cuando le dijeron que su contrato no se extendería. Se mudó al club donde comenzó su carrera futbolística, el equipo amateur FC Rheden, y los dirigió durante un año.
En 1993, Go Ahead Eagles volvió a nombrar a Ten Cate como su entrenador, esta vez para reemplazar a Jan Versleijen, quien dejó el club para administrar De Graafschap. En su primer año, lo hizo bien, pero cuando Go Ahead Eagles estaba en el fondo de la Eerste Divisie durante las vacaciones de invierno de la temporada 1994-95, fue despedido. El Sparta Rotterdam de la Eredivisie le ofreció un contrato y llevó al equipo a la sexta posición en la Eredivisie en 1996. También llegaron a la final de la Copa KNVB ese año, que perdieron ante el PSV Eindhoven por 5-2.
En las vacaciones de invierno de 1997-1998, Ten Cate pasó a dirigir al Vitesse, al que llevó a su mejor clasificación en la Eredivisie de su historia, una tercera posición con récords tanto en la cantidad de puntos ganados como en la cantidad de goles marcados. Después de un comienzo decepcionante en la temporada siguiente, dejó el Vitesse y dirigió el KFC Uerdingen 05 hasta marzo de 1999 sin éxito. En la temporada 1999-00, dirigió al MTK Budapestpara ganar la Copa de Hungría y un subcampeonato en la Liga PNB. Regresó a los Países Bajos y se convirtió en entrenador del NAC Breda, que dirigió hasta 2003, lo que les valió un lugar en la Copa de la UEFA para la temporada 2003-04.

### FC Barcelona y Ajax
En junio de 2003, el Ajax le hizo una oferta como entrenador, sin embargo, decidió unirse a Frank Rijkaard en el FC Barcelona y se convirtió en su asistente del entrenador porque Rijkaard tenía falta de experiencia como entrenador superior en ese momento. Precisamente, Ten Cate fue el responsable de las estrategias y tácticas del equipo durante sus entrenamientos. Juntos llevaron al Barça a obtener la Liga de Campeones y dos títulos de LaLiga. En 2006, reemplazó a Danny Blind como entrenador en Ajax, donde ganó la Supercopa de los Países Bajos en 2006 y 2007 y la Copa KNVB en 2007. Ajax terminó empatado a puntos con PSV Eindhoven en la Eredivisie en 2006, aunque finalizó en el segundo puesto por un solo gol de diferencia de goles.

### Chelsea

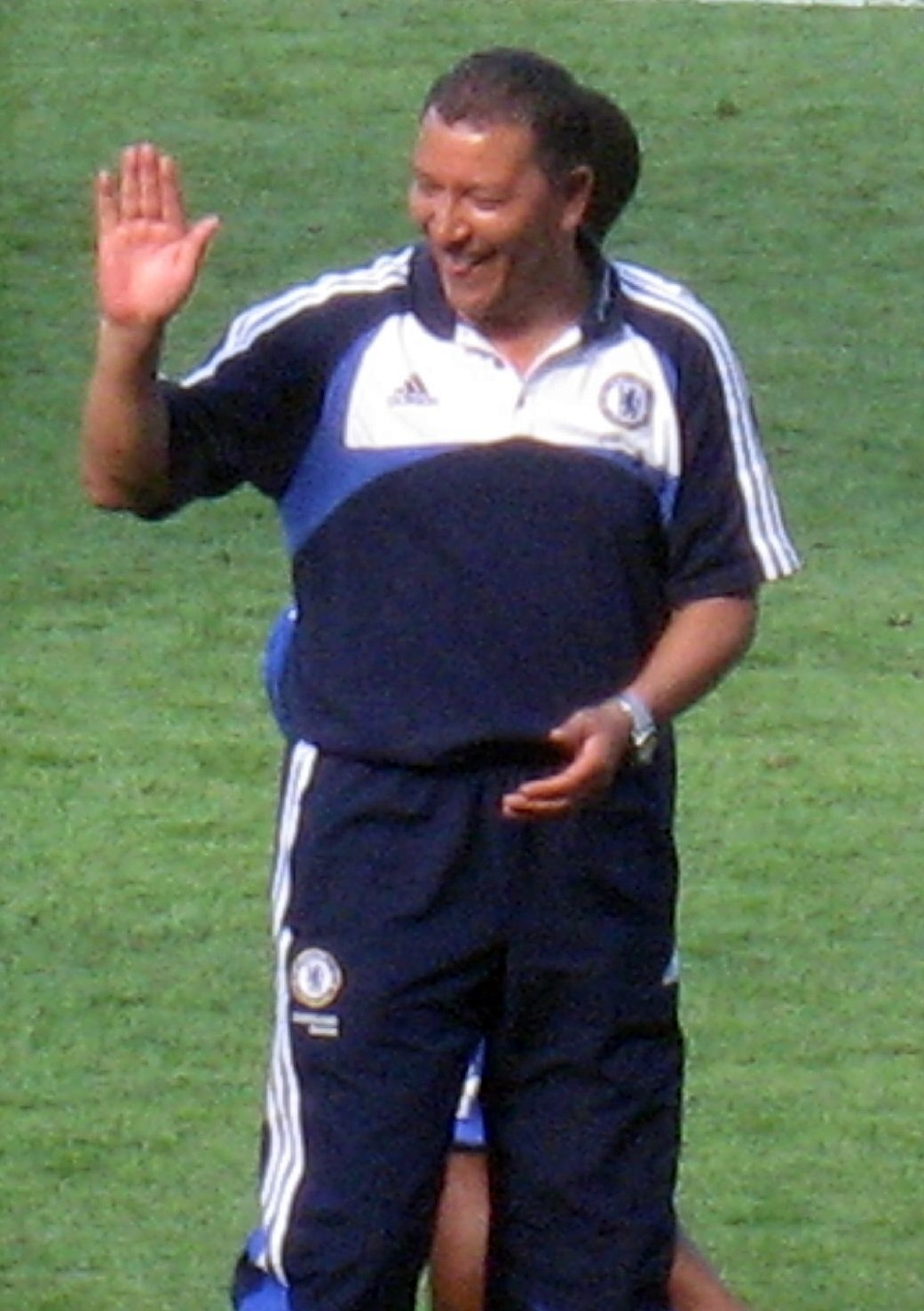
Ten Cate en el Chelsea.

A principios de octubre de 2007, Ten Cate estuvo fuertemente vinculado a asumir como asistente del entrenador de Avram Grant en el Chelsea porque el propietario del club inglés, el multimillonario ruso Roman Abramovich, tenía una alta opinión de él como un gran táctico. El 8 de octubre de 2007, el Ajax anunció en su sitio web que había llegado a un acuerdo con el club inglés sobre la transferencia inmediata de Ten Cate al equipo londinense, y señaló que el trato aún no se había finalizado. Ten Cate se incorporó oficialmente el 11 de octubre de 2007 como entrenador asistente del primer equipo.
Tras la final de la UEFA Champions League de 2008, Ten Cate expresó su decepción con Didier Drogba por su expulsión (si no hubiera sido expulsado, habría ejecutado el quinto penal). La expulsión del marfileño provocó que John Terry ejecutara el quinto penalti del Chelsea, que no pudo convertir al resbalar en el césped empapado por la lluvia. Si hubiera marcado, el club habría asegurado su primer título de la Liga de Campeones.
Ten Cate fue despedido de su puesto en el equipo el 29 de mayo de 2008, dos días después de que le dijeran que el despido de Avram Grant no afectaría su puesto.

### Panathinaikos
El 13 de junio de 2008, Ten Cate firmó un contrato de dos años con un equipo de la Superliga griega, el Panathinaikos. El club logró clasificarse para la los dieciseisavos de final en la Champions League 2008-09, donde serían eliminados por el Villarreal. En su primer año en el club, construyó a un equipo para jugar un estilo de juego de ataque basado en la posesión en formaciones 4-2-3-1 y 4-3-2-1, y marcaron la mayor cantidad de goles en la liga.
La directiva del Panathinaikos mantuvo al neerlandés en su puesto por segundo año, en el que el club logró su mejor inicio de Liga desde 1996, con 9 victorias y 2 empates en 11 partidos. Sin embargo, el club griego de repente se recuperó de su situación financiera debido a la crisis financiera en Grecia y se revelaron los salarios impagos (4 millones de euros) de Ten Cate. Posteriormente, Ten Cate dejó su cargo el 8 de diciembre de 2009.

### Oriente Medio y Asia
El 6 de febrero de 2010, se anunció que Ten Cate firmó un contrato de 6 meses con los campeones de los EAU Shabab Al-Ahli. Solo un mes después abandonó el club, tras una derrota por 5-0 ante el Al-Sadd. En abril de 2010, Umm Salal contrató al técnico holandés en sustitución de Gerard Gili. El 7 de febrero de 2011 se anunció que había sido despedido del club luego de decepcionantes resultados y de ocupar la posición N°10 en el torneo local.
En enero de 2012 se convirtió en el entrenador del Shandong Luneng Taishan de la Superliga China. Sin embargo, como el club pasó la mayor parte de la temporada luchando al borde del descenso, ten Cate renunció el 6 de septiembre. El 4 de abril de 2013, reemplazó en breve al despedido Michel Vonk como entrenador del Sparta Rotterdam con un contrato hasta el final de la temporada.
Regresó a Oriente Medio en diciembre de 2015 después de fichar por el Al-Jazira de los Emiratos Árabes Unidos, con el que ganó el título de la liga nacional en su segunda (y primera completa) temporada. En el verano de 2018, anunció que dejaría el club y terminaría su carrera como entrenador a la edad de 63 años para pasar más tiempo con su familia.
Según los informes, en abril de 2017, se le ofreció el trabajo de entrenador de la selección neerlandesa, solo para que se echara atrás después de que pareciera que la Real Asociación Neerlandesa de Fútbol repentinamente prefirió darle el trabajo a Dick Advocaat. Al mismo tiempo, ten Cate estaba sujeto a una investigación legal sobre ciertos intereses comerciales.
El 4 de noviembre de 2019, ten Cate fue anunciado como entrenador del Al-Ittihad. Firmó un contrato hasta el final de la temporada 2019-20, pero con la posibilidad de extender el contrato al final de la temporada. Sin embargo, fue destituido el 11 de febrero de 2020 tras una derrota ante el Damac.
En marzo de 2021, ten Cate regresó a Abu Dabi para volver a dirigir al Al-Wahda. Sería despedido en octubre después de un comienzo de temporada decepcionante.

### Surinam
En mayo de 2023 fue nombrado asistente técnico de la selección de Surinam para trabajar junto al seleccionador Aron Winter con el objetivo de que el país dispute la Copa de Oro de la Concacaf 2023 y la Copa Mundial de Fútbol 2026.

## Clubes

### Como jugador
| Club                | País         | Año       |
| ------------------- | ------------ | --------- |
| Vitesse             | Países Bajos | 1975-1976 |
| Go Ahead Eagles     | Países Bajos | 1979-1980 |
| Edmonton Drillers   | Canadá       | 1980      |
| Go Ahead Eagles     | Países Bajos | 1980-1981 |
| Stormvogels Telstar | Países Bajos | 1981-1982 |
| Go Ahead Eagles     | Países Bajos | 1982-1985 |
| Heracles Almelo     | Países Bajos | 1985-1986 |

### Como entrenador
| Club                 | País                   | Año       |
| -------------------- | ---------------------- | --------- |
| Go Ahead Eagles      | Países Bajos           | 1990-1991 |
| Heracles Almelo      | Países Bajos           | 1991-1992 |
| FC Rheden            | Países Bajos           | 1992-1993 |
| Go Ahead Eagles      | Países Bajos           | 1993-1995 |
| Sparta Rotterdam     | Países Bajos           | 1995-1996 |
| Vitesse Arnhem       | Países Bajos           | 1996-1998 |
| KFC Uerdingen 05     | Alemania               | 1998      |
| MTK Budapest         | Hungría                | 1999-2000 |
| NAC Breda            | Países Bajos           | 2000-2003 |
| FC Barcelona         | España                 | 2003-2006 |
| Ajax                 | Países Bajos           | 2006-2007 |
| Chelsea              | Inglaterra             | 2007-2008 |
| Panathinaikos        | Grecia                 | 2008-2009 |
| Shabab Al-Ahli       | Emiratos Árabes Unidos | 2009-2010 |
| Umm-Salal            | Catar                  | 2010-2011 |
| Shandong Luneng      | China                  | 2012-2013 |
| Sparta Rotterdam     | Países Bajos           | 2013      |
| Al-Jazira            | Emiratos Árabes Unidos | 2016-2018 |
| Al-Wahda             | Emiratos Árabes Unidos | 2018-2019 |
| Al-Ittihad           | Arabia Saudita         | 2019-2020 |
| Al-Wahda             | Emiratos Árabes Unidos | 2021      |
| Selección de Surinam | Surinam                | 2023-2024 |

1. 1 2 3 4  Como asistente

## Palmarés

### Como entrenador

#### Campeonatos nacionales
| Título                        | Club         | País                   | Año       |
| ----------------------------- | ------------ | ---------------------- | --------- |
| Copa de Hungría               | MTK Budapest | Hungría                | 1999-2000 |
| Supercopa de los Países Bajos | Ajax         | Países Bajos           | 2006      |
| Copa de los Países Bajos      | Ajax         | Países Bajos           | 2006-07   |
| Supercopa de los Países Bajos | Ajax         | Países Bajos           | 2007      |
| UAE Pro League                | Al-Jazira    | Emiratos Árabes Unidos | 2016-17   |